# Draft de l'NBA del 1949
El Draft de la BAA de 1949 va constar de 8 rondes i van ser escollits 75 jugadors. Va ser l'últim draft que es va celebrar amb la denominació Basketball Association of America, abans de donar pas a l'NBA.

## Primera ronda
|  | = All-Star     |
|  | = Hall of Fame |

| Posició | Jugador         | Nacionalitat | Equip NBA               | Universitat/Club   |
| ------- | --------------- | ------------ | ----------------------- | ------------------ |
| 1       | Howie Shannon   | Estats Units | Providence Steamrollers | Kansas State       |
| 2       | Alex Groza      | Estats Units | Indianapolis Olympians  | Kentucky           |
| 3       | Bob Harris      | Estats Units | Fort Wayne Pistons      | Oklahoma State     |
| 4       | George Kaftan   | Estats Units | Boston Celtics          | Holy Cross         |
| 5       | Ed Macauley     | Estats Units | St. Louis Bombers       | Missouri St. Louis |
| 6       | Vern Gardner    | Estats Units | Philadelphia Warriors   | Utah               |
| 7       | Ron Livingstone | Estats Units | Baltimore Bullets       | Wyoming            |
| 8       | Dick McGuire    | Estats Units | New York Knickerbockers | St. John's         |
| 9       | Wallace Jones   | Estats Units | Washington Capitols     | Kentucky           |
| 10      | Jack Kerris     | Estats Units | Chicago Stags           | Loyola (IL)        |
| 11      | Vern Mikkelsen  | Estats Units | Minneapolis Lakers      | Hamline            |
| 12      | Frank Saul      | Estats Units | Rochester Royals        | Seton Hall         |

## Segona ronda
| Posició | Jugador       | Nacionalitat | Equip NBA               | Universitat/Club |
| ------- | ------------- | ------------ | ----------------------- | ---------------- |
| 13      | Joe Mullaney  | Estats Units | Boston Celtics          | Holy Cross       |
| 14      | Ralph Beard   | Estats Units | Chicago Stags           | Kentucky         |
| 15      | John Oldham   | Estats Units | Fort Wayne Pistons      | Western Kentucky |
| 16      | Leo Barnhorst | Estats Units | Indianapolis Olympians  | Notre Dame       |
| 17      | Harry Donovan | Estats Units | New York Knickerbockers | Muhlenberg       |
| 18      | Jim Nolan     | Estats Units | Philadelphia Warriors   | Georgia Tech     |
| 19      | Jack Coleman  | Estats Units | Rochester Royals        | Louisville       |
| 20      | Johnny Orr    | Estats Units | St. Louis Bombers       | Beloit           |
| 21      | Jim Owens     | Estats Units | Washington Capitols     | Baylor           |